# Postamt (Teisendorf)

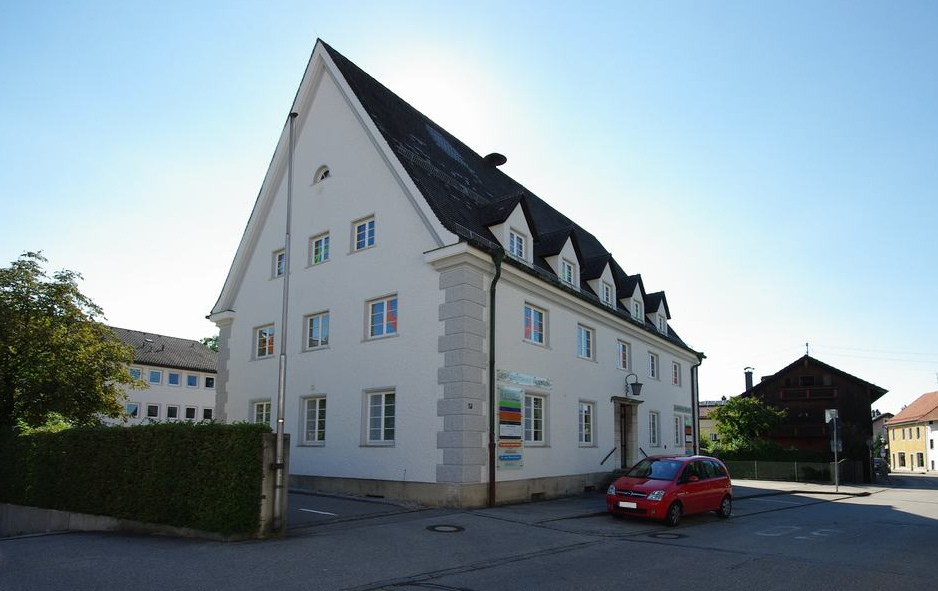
Postamt in Teisendorf

Das Postamt in Teisendorf im oberbayerischen Landkreis Berchtesgadener Land wurde 1926 bis 1928 errichtet Das ehemalige Postamt an der Poststraße 13 ist ein geschütztes Baudenkmal. 
Der zweigeschossige Traufseitbau mit steilem Satteldach wurde von den Münchener Architekten Franz Holzhammer und Robert Vorhoelzer erbaut. Das Gebäude mit fünf zu drei Fensterachsen besitzt eine Putzgliederung und Dachgauben. Es ist ein charakteristischer Postbau der Zeit.